# Šalovci
Šalovci este o localitate din comuna Šalovci, Slovenia, cu o populație de 462 de locuitori.